# Фракция ЛДПР в Государственной думе IV созыва
Фракция ЛДПР в Государственной думе четвёртого созыва — депутатское объединение Либерально-демократической партии России в Госдуме четвёртого созыва (2003—2007).
8 сентября 2003 года на съезде ЛДПР были утверждены списки кандидатов (общефедеральный и по одномандатным округам) в Государственную Думу 4 созыва. В первой тройке первоначально были Владимир Жириновский, Павел Чернов (полковник запаса ФСБ) и Алексей Островский. Позднее Чернов был исключён и заменён Островским (который стал вторым номером), а третьим — Игорь Лебедев. В предвыборной кампании партия использовала лозунг «Мы за бедных! Мы за русских!».
На выборах в Госдуму по итогам голосования за федеральные списки ЛДПР получила 11,45 % голосов избирателей (более 6,9 млн голосов), что дало ей право на 36 депутатских мандатов. При этом в одномандатных округах ни один из кандидатов от ЛДПР не был избран.
Руководителем фракции стал Игорь Лебедев (сын Владимира Жириновского). 29 декабря 2003 года Владимир Жириновский баллотировался в председатели Госдумы, набрав 51 голос (в итоге был избран Борис Грызлов).

## Деятельность
В 2004 году фракция голосовала за принятие нового Жилищного кодекса, позволяющего выселять граждан из квартир, запрещающего жильцам общежитий приватизацию жилых помещений отменяющего обязательства государства по финансированию капремонта. Часть депутатов летом 2004 года поддержала законопроект о «монетизации льгот», однако часть голосовала против или не голосовала вообще.
Фракция ЛДПР голосовала за поправки в законы «Об общих принципах организации законодательных и исполнительных органов государственной власти субъектов РФ» и «Об основных гарантиях избирательных прав и права на участие в референдуме граждан РФ», отменившие прямые выборы губернаторов.
Фракция поддержала принятие закона «О выборах депутатов Государственной Думы ФС РФ», который менял систему выборов в Госдуму на пропорциональную, запрещал избирательные блоки, повышал проходной барьер до 7 % и сокращал общефедеральную часть списка до 3-х кандидатов. 
В июне 2006 года фракция ЛДПР голосовала за законопроект, отменяющий голосование «против всех».
Фракция голосовала за принятие бюджетов на 2005, 2006 и 2007 годы.

## Депутаты
В 2004 году три депутата (Валентин Бобырев, Константин Ветров и Арсен Каноков) перешли в «Единую Россию». На довыборах 5 декабря 2004 года в Ульяновской области победил член ЛДПР Юрий Коган, получивший 24,95 % голосов. 27 сентября 2005 года президент В. В. Путин предложил кандидатуру депутата фракции Арсена Канокова для избрания его на пост президента Кабардино-Балкарии, на следующий день кандидатура была утверждена республиканским парламентом.
31 октября 2006 года из фракции был исключён Николай Курьянович. Его обвинили в «грубом систематическом нарушении фракционной и партийной дисциплины», что, в частности, выразилось в участии в подготовке «Русского марша». В августе 2007 года Алексей Митрофанов вышел из ЛДПР и вступил в «Справедливую Россию».
На момент первого заседания Думы 4 созыва список депутатов фракции ЛДПР выглядел следующим образом:
1. Абельцев, Сергей Николаевич
2. Афанасьева, Елена Владимировна
3. Ближина, Любовь Фёдоровна
4. Бобырев, Валентин Васильевич
5. Броницын, Андрей Юрьевич
6. Ветров, Константин Владимирович
7. Головатюк, Андрей Михайлович
8. Гусаков, Дмитрий Вячеславович
9. Егиазарян, Ашот Геворкович
10. Елизаров, Илья Елизарович
11. Жириновский, Владимир Вольфович
12. Иванов, Евгений Викторович
13. Иванов, Сергей Владимирович
14. Каноков, Арсен Баширович
15. Керимов, Сулейман Абусаидович
16. Курдюмов, Александр Борисович
17. Курьянович, Николай Владимирович
18. Лебедев, Игорь Владимирович
19. Малышкин, Олег Александрович
20. Митрофанов, Алексей Валентинович
21. Мусатов, Иван Михайлович
22. Мусатов, Михаил Иванович
23. Овсянников, Владимир Анатольевич
24. Островский, Алексей Владимирович
25. Рохмистров, Максим Станиславович
26. Свиридов, Валентин Валентинович
27. Сироткин, Сергей Никанорович
28. Скорлуков, Олег Альбертович
29. Скоробогатько, Александр Иванович
30. Слуцкий, Леонид Эдуардович
31. Соломатин, Егор Юрьевич
32. Тарасюк, Василий Михайлович
33. Чернышов, Алексей Геннадиевич
34. Чуров, Владимир Евгеньевич
  1. Полуханов, Андрей Анатольевич
35. Шадаев, Дамир Равильевич
36. Шайхутдинов, Рифат Габдулхакович